# Xanthesma lucida
Xanthesma lucida är en biart som först beskrevs av Exley 1974.  Xanthesma lucida ingår i släktet Xanthesma och familjen korttungebin. Inga underarter finns listade i Catalogue of Life.

## Bildgalleri

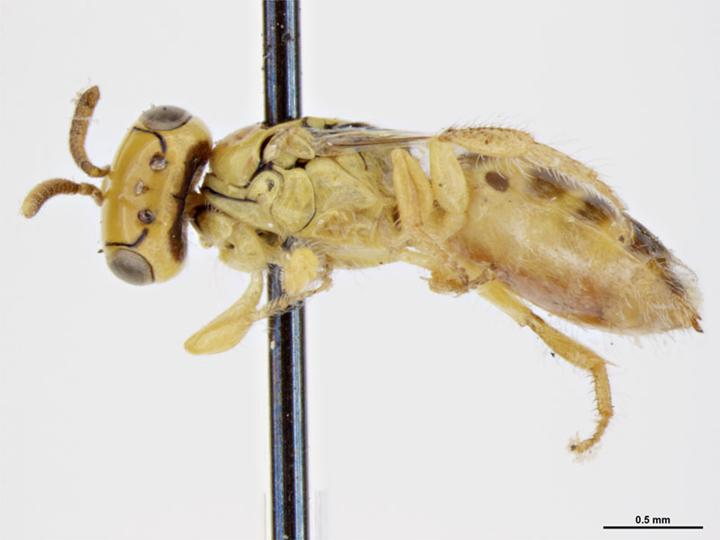
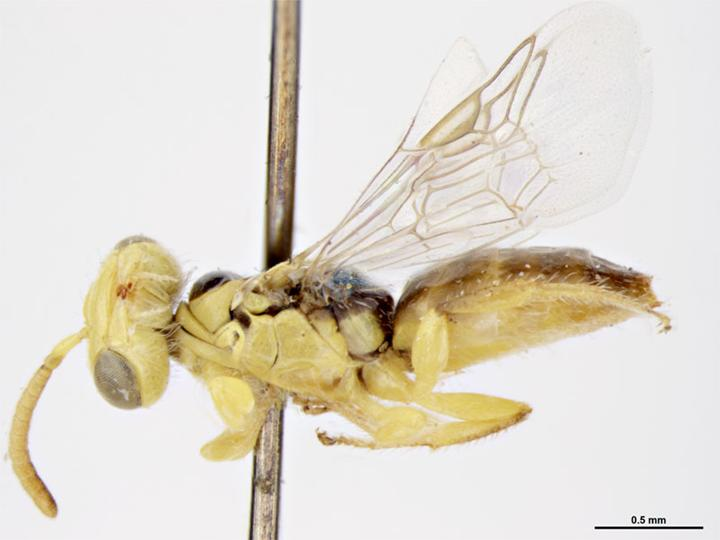